# Giou-de-Mamou
Giou-de-Mamou település Franciaországban, Cantal megyében. Lakosainak száma 736 fő (2022. január 1.). Giou-de-Mamou Arpajon-sur-Cère, Aurillac, Polminhac, Saint-Simon, Vézac és Yolet községekkel határos.

## Népesség
A település népességének változása:
| Lakosok száma | 427  | 648  | 677  | 736  | 753  | 770  | 785  | 763  | 752  | 736  |
|               | 1968 | 1982 | 1990 | 2006 | 2013 | 2015 | 2017 | 2019 | 2020 | 2022 |